# Абакарова Патімат Серажутдінівна
Патімат Серажутдінівна Абакарова (азерб. Patimat Serajutdin Abakarova, нар. 23 жовтня 1994) — азербайджанська тхеквондистка, бронзова призерка Олімпійських ігор 2016 року.

## Виступи на Олімпіадах
| Олімпіада           | Дисципліна | Місце |
| ------------------- | ---------- | ----- |
| Ріо-де-Жанейро 2016 | до 49 кг   | 3     |